# Болдарев, Николай Аркадьевич
Николай Аркадьевич Болдарев (1826—1904) — рязанский губернатор, тайный советник, почетный опекун Опекунского совета учреждений императрицы Марии Федоровны, попечитель Московского коммерческого училища и управляющий Мариинской больницей в Москве.

## Биография
Сын генерал-майора Аркадия Африкановича Болдарева, получившего известность в качестве первоклассного знатока лошадей и коннозаводчика. Воспитывался в школе и 10 августа 1844 года из эстандарт-юнкеров произведён корнетом в кавалергарды, в 1847 году произведён в поручики.
С 27 января 1848 года по 22 сентября 1855 года был полковым адъютантом, в 1849 году произведён в штабс-ротмистры, а в 1862 году в ротмистры. 22 сентября 1855 года прикомандирован к штабу военно-учебных заведений. В 1856 году назначен адъютантом к главнокомандующему гвардейскими и гренадёрскими корпусами. 7 июня 1858 года уволен в отставку в чине полковника с мундиром.
В 1857 году основал конный завод в селе Треполье Рязанской губернии.
В 1862 году причислен к министерству внутренних дел. В 1865 году назначен рязанским вице-губернатором, а в 1866 году — рязанским губернатором. В 1867 году произведён в действительные статские советники. В 1873 году согласно прошению причислен к министерству. В 1875 году избран почётным мировым судьей по Михайловскому уезду Рязанской губернии.
В 1877 году назначен членом главноуправляющего государственного коннозаводства, заведующим 2-м округом. В 1882 году уволен по болезни в отставку с пенсией. 15 февраля 1899 года назначен почетным опекуном по Московскому присутствию, с производством в тайные советники. С 1900 года состоял попечителем Московского коммерческого училища и управляющим Мариинской больницей.

## Семья

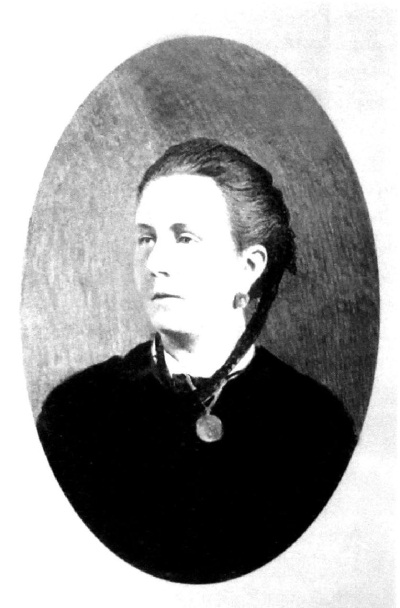
Анна Александровна Гендрикова

Жена (с 1849 года) — графиня Анна Александровна Гендрикова (1830—1886), дочь инспектора конных заводов графа А. И. Гендрикова. В 1847 году окончила Екатерининский институт с шифром малой величины; фрейлина императрицы Александры Фёдоровны. В браке имели дочерей:
- Александра (1850—1904), жена вологодского губернатора Михаила Николаевича Кормилицына, бабушка переводчика Н. М. Любимова; крестница императора Александра II;
- Прасковья (12.07.1851[3]—13.10.1898), крещена была 16 июля 1851 года в придворной Петропавловской церкви в Петергофе, крестница императрицы Александры Фёдоровны и цесаревича Александра Николаевича; жена олонецкого губернатора Михаила Денисовича Демидова.
- Елизавета (15.06.1852[4]— ?), крещена была 21 июля 1851 года в придворной Петропавловской церкви в Петергофе, крестница императрицы Александры Фёдоровны и цесаревича Александра Николаевича.